# اچ‌ام‌اس آوروکس (پی۴۲۶)
اچ‌ام‌اس آوروکس (پی۴۲۶) (به انگلیسی: HMS Aurochs (P426)) یک زیردریایی بود که طول آن ۲۹۳ فوت ۶ اینچ (۸۹٫۴۶ متر) بود. این زیردریایی در سال ۱۹۴۵ ساخته شد.